# Clay Jensen
Clayton "Clay" Jason Jensen es un personaje de ficción creado por el autor Jay Asher y es el protagonista principal de Thirteen Reasons Why, una novela escrita para adolescentes donde una chica, Hannah Baker, se suicida. Clay también es el personaje principal en la adaptación de la serie de televisión de Netflix de la historia de Asher, 13 Reasons Why, donde es interpretado por Dylan Minnette. Clay es uno de los protagonistas principales de la serie y sus importantes argumentos han incluido sus amistades con Hannah Baker y Tony Padilla. Otros argumentos importantes han incluido sus reacciones a las cintas y el hecho de que los que no quieren que se publiquen las cintas se dirijan a él.

## Argumentos
En la serie de Netflix, Clay es un joven, de clase media, estudiante americano, quien es amigo y enamorado de Hannah, una de las compañeras de Clay. Tanto en la novela de Asher como en la serie de Netflix, la historia de las experiencias de Hannah en su instituto se cuenta a través de los ojos de Clay cuando reacciona al contenido de las cintas de casete de Hannah que explican por qué se suicidó. A pesar de que Hannah deja instrucciones explícitas antes de su suicidio para que Clay escuche las cintas, ella deja claro que Clay no es una de las razones por las que se suicida, sino que quiere hacerle saber por qué exactamente se suicidó.

## Aspectos
Clay Jensen está en el penúltimo año del instituto "Liberty High School". Clay es el tema de la Cinta 6, Lado A, aunque no como una razón para el suicidio de Hannah, a diferencia de las otras cintas. Al final de su cinta, ella explica que Clay no es la razón de su suicidio, pero que ella sentía que él necesitaba saber las razones por las que se suicidó. Clay está considerado para ser socialmente incómodo y normalmente no habla mucho. Es un niño muy bueno y normalmente no cede a la presión de grupo. Es conocido por su amabilidad y buen comportamiento. Trabaja en el cine "The Crestmont". En su primer turno allí, le dice a Hannah que ha vivido en la ciudad de Crestmont durante toda su vida. Anteriormente, otros compañeros de clase en la escuela "Liberty High School" rumoreaban que era gay pero estos rumores parecen haber muerto antes de los acontecimientos de "13 Reasons Why". Debido al carácter introvertido de Clay, es conocido por no asistir a fiestas. En la fiesta de la Casa de Hannah, Kat le dice a Hannah que la última vez que vio a Clay en una fiesta fue en su fiesta de cumpleaños de cuarto grado, apostando en contra de que Clay asistiera a la fiesta. Clay también puede tener una historia de depresión o ansiedad ya que sus padres le ofrecen duloxetina en cinta 1, lado B que ha tomado antes por una razón desconocida. La duloxetina es un antidepresivo utilizado para tratar personas que sufren depresión o desorden de ansiedad general, lo cual sugiere que Clay pudo haber estado en mal estado previamente, potencialmente bajo los rumores anteriores de que él era gay.

## Desarrollo
Se anunció en junio de 2016 que Dylan Minnette fue elegido en el papel de Clay Jensen. En un artículo del sitio web "People", se observó que Minnette tenía una conexión con su personaje. Él también dijo en una entrevista con ellos que "mi vida no huía del personaje — realmente tú no puedes escapar de él". Al mismo tiempo, empecé a ver tanto de mí mismo en Clay, y a ver tanto de Clay en mí que a veces estaba en el juego y me afectaba mucho más".
Minnette dijo en una entrevista sobre el papel de Clay en la segunda temporada que "Cuando la segunda temporada comienza, encontramos a Clay tratando de seguir adelante con su vida. Está intentando ser feliz y vivir una vida normal, pero pienso que se da cuenta bastante rápido de que eso no es posible. Todavía tiene que vivir con el recuerdo de Hannah, quien es una persona muy cercana a él, y lo lleva por caminos bastantes oscuros. Trata de luchar, pero sabe que no puede." En otra entrevista sobre la segunda temporada, Minnette dijo que no habría muchas escenas en dicha temporada entre los personajes de Clay y Hannah. También reveló que Skye y Clay podrían tener una relación potencial.

## Recepción
El Express dijo que el actor se había ganado "legiones de fans en el papel de Clay". En el artículo del sitio web "People" notaron como los seguidores de Minnette se habían "inflado" especialmente en Instagram. Un crítico de IGN dijo que "Minnette hace un buen trabajo en lo que a menudo es un papel difícil, aunque el espectáculo confía un demasiado en tomas de Clay mirando con nostalgia a la distancia mientras recuerda sus interacciones con Hannah". El crítico también comentó acerca de los actores de Clay y Hannah diciendo "Langford y Minnette están a menudo en su mejor juntos, canalizando la clase correcta de química incómoda que uno esperaría  de dos adolescentes que no pueden admitir sus sentimientos el uno por el otro".
Un artículo de Espejo Diario expresaba decepción cuando se trataba de la cinta de Clay en la serie diciendo que "Resulta que la razón de Clay ni siquiera es una de las razones y, de muchas maneras, la hace aún más devastadora. Parece que es el fin."